# Lentillac-Saint-Blaise
Lentillac-Saint-Blaise es una comuna francesa situada en el departamento de Lot, en la región de Occitania.

## Demografía
| 179 | 160 | 157 | 166 | 145 | 137 | 185 |
| Para los censos de 1962 a 1999 la población legal corresponde a la población sin duplicidades (Fuente: INSEE [Consultar]) |     |     |     |     |     |     |